# SCA-自
SCA-自（すかぢ、男性、12月20日 - ）は、日本のゲームクリエイター・ゲームシナリオライター・原画家。ゲーム制作会社ムーンフェイズ株式会社代表取締役を務めている。ケロQ、枕の総統括でもある。東京都小平市出身、千葉県育ち。

## ペンネーム
ペンネームの「すかぢ」は、北欧神話のスカジ（Skadi）と似ているが、ツイッターアカウントには「SCA_DI」としてあり、「c」と「k」で綴りが微妙に異なる。由来は本人の言によればScatolo自殺の略字であるという。

## 経歴
漫画好きの少年時代を送り、中学生の時円英智の漫画『ロマンシア』に影響を受ける。高校時代は美術部に所属したが、当時の顧問はRCサクセション『ぼくの好きな先生』のモデルとなった美術教師だった。
高校生の時『ふしぎの海のナディア』などのアダルト漫画同人誌を執筆する同人作家として活動し、大学卒業後就職も出来ずにいた所、にのみー隊長ら同人仲間に誘われて有限会社ケロキュウ発足メンバーとなり、『終ノ空』の企画を立ち上げシナリオ・原画を担当しプロデビューを果たす。この後ケロキュウの代表取締役となり、ケロQ、枕のほぼ全作品の企画・プロデュース・シナリオ・原画を手掛け現在に至る。

## 人物
ケロQのリリースするアダルトゲームの世界観の主たる構成者である。
イラストは、比較的細身な少女を描くことが多い一方で、筋骨隆々の男性を描くことも間々ある。また、人物以外に小物類（銃や剣などの武器類など）も度々描くほか、レースやプリーツの多い絵を描くことも多い。元気なキャラ、暴れているキャラが好みで、おしとやかなタイプのキャラは苦手。そのタイプを得意とする基4%に任せている。
ラフイラストに於いては、一本線を描かずにデッサン風な描画をすることも、特徴の一つである。

## 主な業績

### ケロQ
- 1999年8月27日 - 終ノ空（キャラクターデザイン、原画、シナリオ）
- 2000年11月30日 - 二重影（キャラクターデザイン、原画、シナリオ）
- 2001年11月30日 - 二重箱
- 2003年1月31日 - モエかん（キャラクターデザイン、原画、シナリオ）
- 2004年6月11日 - モエカす
- 2010年3月26日 - 素晴らしき日々 〜不連続存在〜

### 枕
- 2006年6月23日 - H2O -FOOTPRINTS IN THE SAND-（キャラクターデザイン、原画、シナリオ）
- 2007年10月26日 - √after and another（キャラクターデザイン、原画、シナリオ）
- 2008年9月26日 - しゅぷれ〜むキャンディ 〜王道には王道たる理由があるんです!〜
- 2015年10月23日 - サクラノ詩 -櫻の森の上を舞う-（総指揮、シナリオ）
- 2020年6月19日 - ATRI -My Dear Moments-（アートディレクター、ディレクター、企画協力、演出素材）
- 2023年2月24日 - サクラノ刻 -櫻の森の下を歩む-（シナリオ）[4]

### 画集
- works SCA自 illustrations

### 漫画脚本
- H2O -FOOTPRINTS IN THE SAND-（漫画：狗神煌） 全2巻
- えびてん 公立海老栖川高校天悶部（漫画：狗神煌） 既刊4巻

上記の単行本には、本人によるショートコミックも掲載されている。(ただし「えびてん3巻」は未掲載)

### 小説
- 2012年10月1日 - えびてん 綺譚奇譚 （角川スニーカー文庫、イラスト：狗神煌、ISBN 978-4-0410-0491-3）
- 2017年12月14日 - 幼女さまとゼロ級守護者さま（GA文庫、イラスト：狗神煌、ISBN 978-4-7973-9365-1）
- 2018年4月15日 - 幼女さまとゼロ級守護者さま2（GA文庫、イラスト：狗神煌、ISBN 978-4-7973-9675-1）